# Carl Kindberg
Carl Pehrsson Kindberg, född 1701, död 31 januari 1745 i Skeda socken, Östergötlands län, var en svensk organist och amatörorgelbyggare i Skeda socken. Han byggde en orgel 1735 till Gistads kyrka.

## Biografi
Var klockare och organist i Björsäters församling mellan 1722 och 1733 och Skeda församling från 1733 fram till sin död 1745. Kindberg avled 1745 på Torrberga i Skeda socken och begravs 10 februari samma år.

### Familj
Kindberg gifte sig 11 oktober 1728 i Björsäter med Anna Maria Berg (1711–1755). De fick tillsammans barnen Maria (född 1724), Anna Sophia (1729–1750), Charlotta Christina (1731–1750), Maria Catharina (född 1734), Jonas (född 1738), Hedvig Lisa (1740–1802), Peter (född cirka 1736–1755) och Engla (född cirka 1744).

## Orgelverk
| År   | Ursprunglig kyrka | Stift      | Bild | Manualer | Pedal | Stämmor | Bevarad orgel/fasad | Övrigt |
| ---- | ----------------- | ---------- | ---- | -------- | ----- | ------- | ------------------- | --- |
| 1735 | Gistads kyrka     | Linköpings |      |          |       |         | Ja/Ja               | Orgeln byggdes om 1746 av Jonas Wistenius, Linköping och fick då 5 stämmor. 1864 flyttades orgeln till Lillkyrka. 1943 såldes orgeln till Östergötlands museum. |

### Reparationer
| År   | Ursprunglig kyrka    | Stift      | Bild | Manualer | Pedal | Stämmor | Bevarad orgel/fasad | Övrigt                                                                  |
| ---- | -------------------- | ---------- | ---- | -------- | ----- | ------- | ------------------- | ----------------------------------------------------------------------- |
| 1742 | Vreta klosters kyrka | Linköpings |      |          |       |         |                     | Rensade orgeln tillsammans med organist Carl Wåhlström i Vreta kloster. |